# Set Svanholm

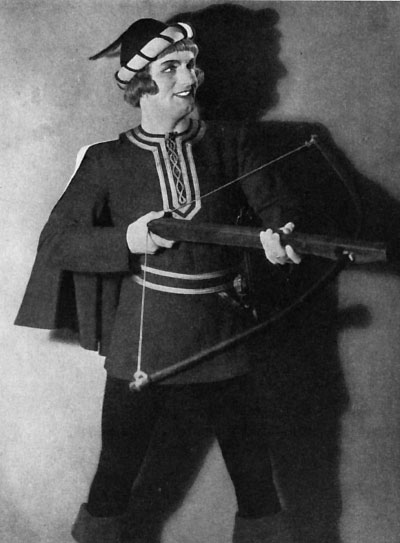
Set Svanholm als Erland Månesköld in Singoalla

Set Karl Viktor Svanholm (* 2. September 1904 in Västerås; † 4. Oktober 1964 in Nacka bei Stockholm) war ein schwedischer Opernsänger (Tenor) und Opernintendant.

## Leben
Set Svanholm arbeitete zunächst als Organist und Volksschullehrer, ehe er seine Stimme ausbilden ließ. Nach Abschluss der Gesangsausbildung bei John Forsell im Jahre 1925 arbeitete er 1929 bis 1949 als Kantor in der Stockholmer Jakobskirche, 1930 bis 1940 als Lehrer am Musikkonservatorium und 1933 bis 1943 als Dirigent des Kirchengesangbunds des Bistums Stockholm.
Set Svanholm debütierte im Jahre 1930 als Silvio in Ruggiero Leoncavallos Bajazzo als Bariton an der Königlichen Oper Stockholm. Sechs Jahre später debütierte er im Tenorfach, ebenfalls an der Königlichen Oper Stockholm, als Radames in Giuseppe Verdis Aida.
Ab 1938 sang Set Svanholm an allen großen Opernbühnen in Europa. 1938 trat er auch in zwei Produktionen bei den Salzburger Festspielen auf. Von 1945 an war er elf Jahre lang Mitglied der Metropolitan Opera in New York. 1956 kehrte er nach Schweden zurück und wurde Direktor der Königlichen Oper in Stockholm. Diese Position behielt er bis 1962.
Set Svanholm feierte seine größten Erfolge als Heldentenor in Opern von Richard Wagner (Der Ring des Nibelungen) und Giuseppe Verdi, aber auch von Georges Bizet.